# Ivanka Trump
Ivanka Trump, właśc. Ivana Marie Trump (ur. 30 października 1981 w Nowym Jorku) – amerykańska modelka i bizneswoman czeskiego pochodzenia, córka  prezydenta Stanów Zjednoczonych Donalda Trumpa i jego pierwszej żony Ivany Trump.
Jest wiceprezesem firmy jej ojca, The Trump Organization, a także doradcą jego programu telewizyjnego, The Apprentice. W styczniu 2017 przeniosła się do Waszyngtonu, na czas kiedy jej mąż, Jared Kushner pełnił funkcję Starszego Doradcy Prezydenta Stanów Zjednoczonych Donalda Trumpa.
Od końca marca 2017 pełniła służbę w administracji swojego ojca jako asystentka prezydenta. Objęła stanowisko rezygnując jednocześnie z wypłaty, jaką mogła pobierać, po tym, gdy wiele środowisk zarzuciło jej dostęp do poufnych danych, w sytuacji gdy nie była objęta tą samą restrykcją etyczną, co inni pracownicy rządowi. Należy do ważnych osób w najbliższym otoczeniu Donalda Trumpa.

## Wczesne życie
Urodziła się na Manhattanie w Nowym Jorku i jest drugim dzieckiem czeskiej modelki Ivany Zelníčkovej oraz przedsiębiorcy Donalda Trumpa, który w latach 2017–2021 był 45. prezydentem Stanów Zjednoczonych, a następnie w 2025 powtórnie objął ten urząd jako 47. prezydent Stanów Zjednoczonych.  Imię Ivanki jest zdrobnieniem imienia Ivana. Jej rodzice rozwiedli się w 1991. Ma dwóch braci, Donalda Juniora i Erica, przyrodnią siostrę Tiffany oraz przyrodniego brata Barrona.
Do 15. roku życia uczęszczała do szkoły dla dziewcząt Chapin School na Manhattanie, następnie przeniosła się do Choate Rosemary Hall w Wallingford w stanie Connecticut. Życie w szkole z internatem opisała jako „pobyt w więzieniu, kiedy jej znajomi w Nowym Jorku świetnie się bawili”. Po ukończeniu Choate, przez dwa lata studiowała na Uniwersytecie Georgetown, po czym zmieniła uczelnię na Wharton Bussiness School Uniwersytetu Pensylwanii, którą ukończyła z wyróżnieniem, zdobywając licencjat z ekonomii w 2004.
Biegle posługuje się zarówno językiem angielskim, jak i francuskim, ponadto posiada podstawową znajomość czeskiego, rodzimego języka swojej matki.

## Kariera

### Przedsiębiorstwo

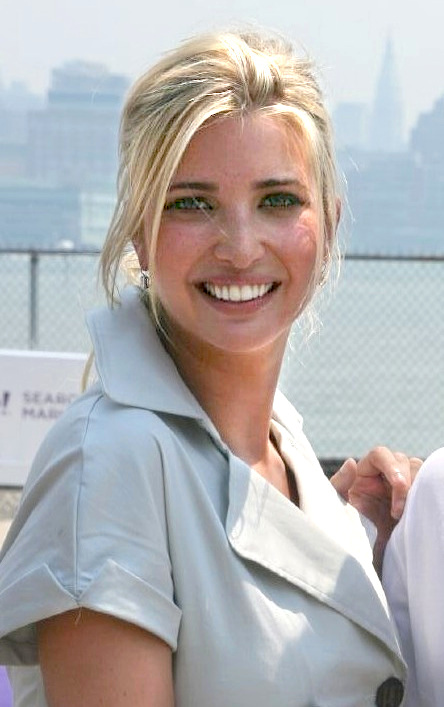
Ivanka w 2007

Przed dołączeniem do rodzinnego biznesu przez chwilę pracowała dla Forest City Enterprises. W 2007 nawiązała współpracę z wytwórnią diamentów Dynamic Diamond Corp., w celu stworzenia linii diamentowej oraz złotej biżuterii pod nazwą Ivanka Trump Fine Jewelry, która sprzedawana była w jej pierwszym sztandarowym sklepie na Manhattanie. W listopadzie 2011 sklep przeniesiony został z Madison Avenue na 109 Mercer Street, pozyskując większą przestrzeń w modnej dzielnicy Soho. 2 października 2015 strona sprzedaży detalicznej racked.com poinformowała o tym, że sztandarowy butik Trump „wygląda na zamknięty” i pozostały po nim „gołe ściany”, dodając, iż dokładnie nie wiadomo, kiedy przestał istnieć. Na przełomie października 2016 strona internetowa firmy oznaczyła Trump Tower jako swój sztandarowy butik i jedyny sklep z dedykowaną sprzedażą detaliczną, której produkty zakupić można również w dobrych sklepach biżuteryjnych w krajach, takich jak Stany Zjednoczone, Kanada, Bahrajn, Kuwejt, Katar, Arabia Saudyjska czy Zjednoczone Emiraty Arabskie.
Jest wiceprezesem Rozwoju i Pozyskiwania w The Trump Organization. W grudniu 2012 członkowie organizacji 100 Women in Hedge Funds wybrali Trump do swojej komisji.
Posiada własną linię produktów, takich jak ubrania, torebki, buty czy akcesoria, które dostępne są w większości większych domów towarowych na terenie Stanów Zjednoczonych. Marka została oskarżona o rzekome podrabianie projektów innych projektantów oraz przez organizację PETA wraz z innymi obrońcami praw zwierząt za wykorzystywanie naturalnych króliczych futer. W 2016 Komisja ds. Bezpieczeństwa Produktów Konsumenckich Stanów Zjednoczonych wystąpiła o wycofanie szali z kolekcji Trump, gdyż według komisji nie spełniały one federalnych zasad łatwopalności. W tym samym roku analitycy donieśli o tym, iż większość rzeczy z linii produkowanych jest poza terenem Stanów Zjednoczonych. W lutym 2017 sieć domów towarowych Neiman Marcus oraz Nordstrom wycofały kolekcje Trump ze względu na „niską sprzedaż”.
9 lutego 2017 doradczyni prezydenta Kellyanne Conway natarczywie próbowała przekonać widzów stacji Fox News do kupna produktów Trump. W czerwcu 2017 trzy osoby wraz z organizacją China Labor Watch zostały aresztowane przez chińskie władze podczas przeszukiwania Huajian International, która wykonuje obuwie dla kilku amerykańskich marek, w tym dla linii Ivanki Trump. Administracja Trumpów wezwała do natychmiastowego uwolnienia zatrzymanych.
24 lipca 2018 ogłosiła zamknięcie swojej firmy odzieżowej po podjęciu decyzji o kontynuowaniu kariery politycznej.

### Modeling
Pierwszy raz na okładce wystąpiła dla magazynu Seventeen w 1997. Od tamtej pory brała udział w pokazach mody, organizowanych przez projektantów, takich jak Versace, Marc Bouwer oraz Thierry Mugler. Wystąpiła w kampaniach reklamowych Tommy’ego Hilfigera i Vidala Sassoona (Sassoon Jeans), a także pojawiła się na okładce sierpniowego wydania magazynu Stuff w 2006 oraz ponownie we wrześniu 2007. Gościła na pierwszych stronach magazynów Forbes, Golf Magazine, Avenue, Elle Mexico, Top Choice oraz październikowym wydaniu Harper’s Bazaar w 2007. Wielokrotnie występowała w magazynie Love FMD.
W 2007 zajęła 83. miejsce na liście Maxim Hot 100, ostatnie miejsce listy Top 99 of 2007 oraz 84. miejsce w rankingu strony AskMen.com z 2008.
The Wharton Club of New York, uczelniany klub Wharton School Uniwersytetu Pennsylwanii w 2012 uhonorował Trump nagrodą Joseph Wharton Young Leadership Award za „bycie wychowankiem Wharton, który na początku swojej kariery zademonstrował ogromny potencjał zarówno w przywództwie, jak i wpływach”.

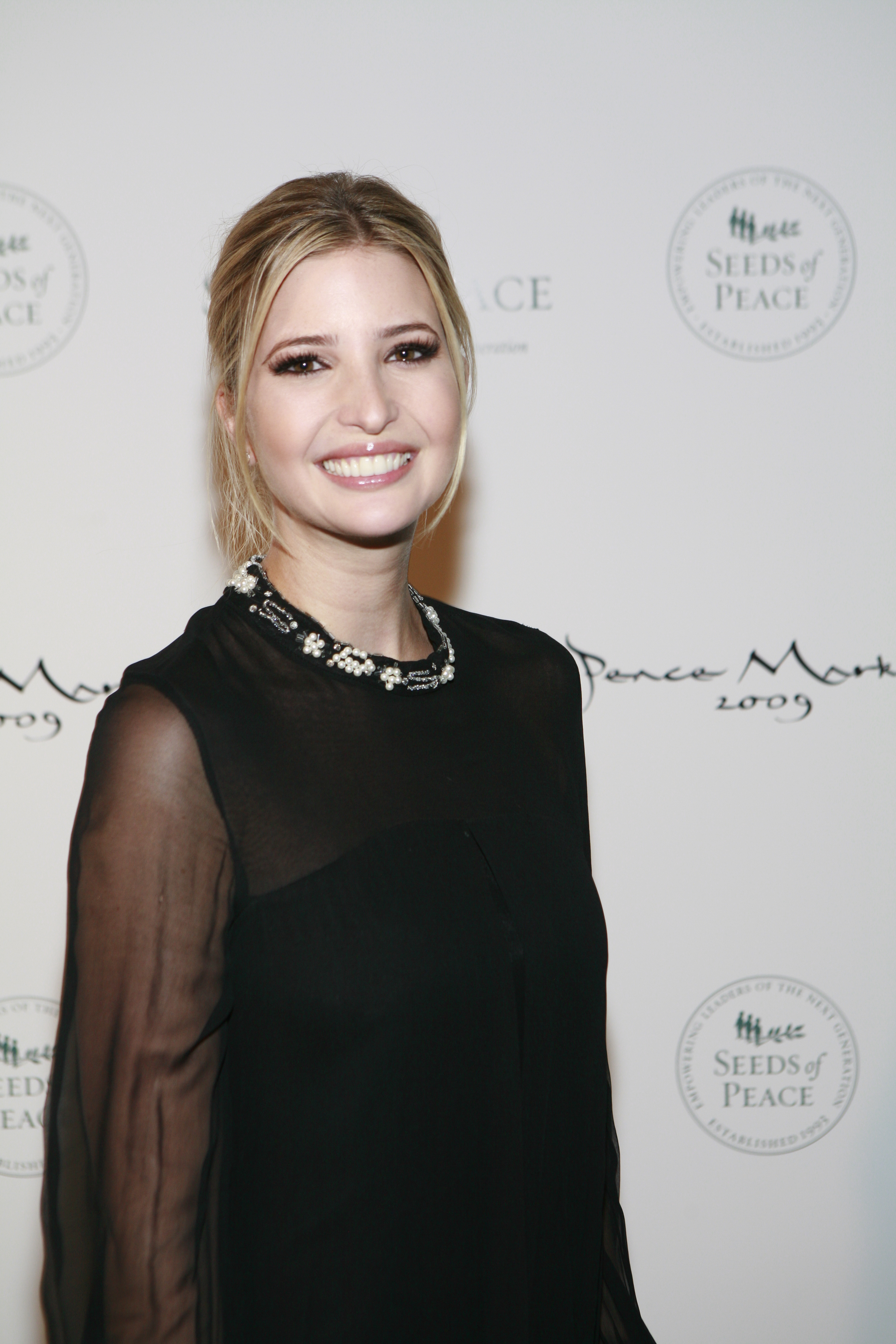
Ivanka Trump w 2009

### Wystąpienia telewizyjne

#### The Apprentice
W 2006 dołączyła do Carolyn Kepcher w trakcie pięciu odcinków programu jej ojca, The Apprentice, po raz pierwszy występując w trakcie pomocy w ocenie zadania Gillette w drugim tygodniu. Tak samo jak Kepcher, Ivanka odwiedzała strony zadania oraz rozmawiała z drużynami. Współpracowała ze zwycięzcą piątej edycji programu Seanem Yazbeckiem nad jego projektem condohotelu Trump SoHo.
Zajęła miejsce Kepcher w podstawowym składzie sedziów w trakcie szóstego sezonu The Apprentice, a także w jego kontynuacji The Celebrity Apprentice.

#### Inne wystąpienia telewizyjne
W 1997 poprowadziła paradę Miss Teen USA, która częściowo należała do jej ojca, Donalda Trumpa. W 2003 wystąpiła w dokumencie Born Rich, ukazującym życie oraz dorastanie w najbardziej zamożnych rodzinach na świecie.
Pojawiła się gościnnie jako sędzia w trzecim sezonie Project Runway. Wystąpiła także na Creating Wealth Summit w Milwaukee w stanie Wisconsin, gdzie przez ok. 30 minut opowiadała o zarabianiu pieniędzy oraz o jej ostatnich projektach. W styczniu 2007 ujawniła, iż otrzymała ofertę pojawienia się w telewizyjnym reality show The Bachelorette, którą odrzuciła. W 2010 wraz z mężem pojawili się jako oni sami w szóstym odcinku czwartego sezonu serialu Plotkara.

### Pisarstwo
Napisała dotąd dwie książki. Pierwsza z nich, The Trump Card: Playing to Win in Work and Life, opublikowana została w październiku 2009, a druga, zatytułowana Women Who Work: Rewriting the Rules for Success swoją premierę miała w maju 2017.

### Administracja Trumpów
Na początku 2017 rząd Chin poszerzył liczbę znaków towarowych należących do Ivanki Trump. Tego samego dnia prezydent Trump gościł przewodniczącego ChRL Xi Jinpinga w rezydencji Mar-a-Lago w Palm Beach, gdzie podczas uroczystego obiadu obok niego oraz jego żony Peng Liyuan zasiadła Trump wraz z mężem Jaredem Kushnerem. Podczas wizyty pięcioletnia wówczas córka Ivanki, Arabella wykonała dla chińskiego przywódcy tradycyjną chińską piosenkę w języku mandaryńskim. Dokumentujący to wydarzenie film, który został ciepło przyjęty przez chińskie państwowe media, odtworzono ponad 2,2 mln razy na tamtejszym popularnym portalu informacyjnym, Tencent QQ.
Pod koniec kwietnia 2017 zatrudniła Julie Radford jako kierownika personelu. Przed końcem miesiąca wraz z nowo zatrudnioną Radford zaplanowały podróż z Diną Powell i Hope Hicks na pierwszy kobiecy szczyt W20. Szczyt ten zorganizowany został przez Krajową Radę Niemieckich Organizacji Kobiet oraz Stowarzyszenie Niemieckich Przedsiębiorczyń jako jedno ze spotkań przygotowujących do lipcowego Szczytu G20 w Hamburgu. W trakcie konferencji Trump wypowiedziała się o prawach kobiet; została wybuczana, kiedy przedstawiła swojego ojca jako adwokata kobiet.

## Polityka oraz wizerunek społeczny

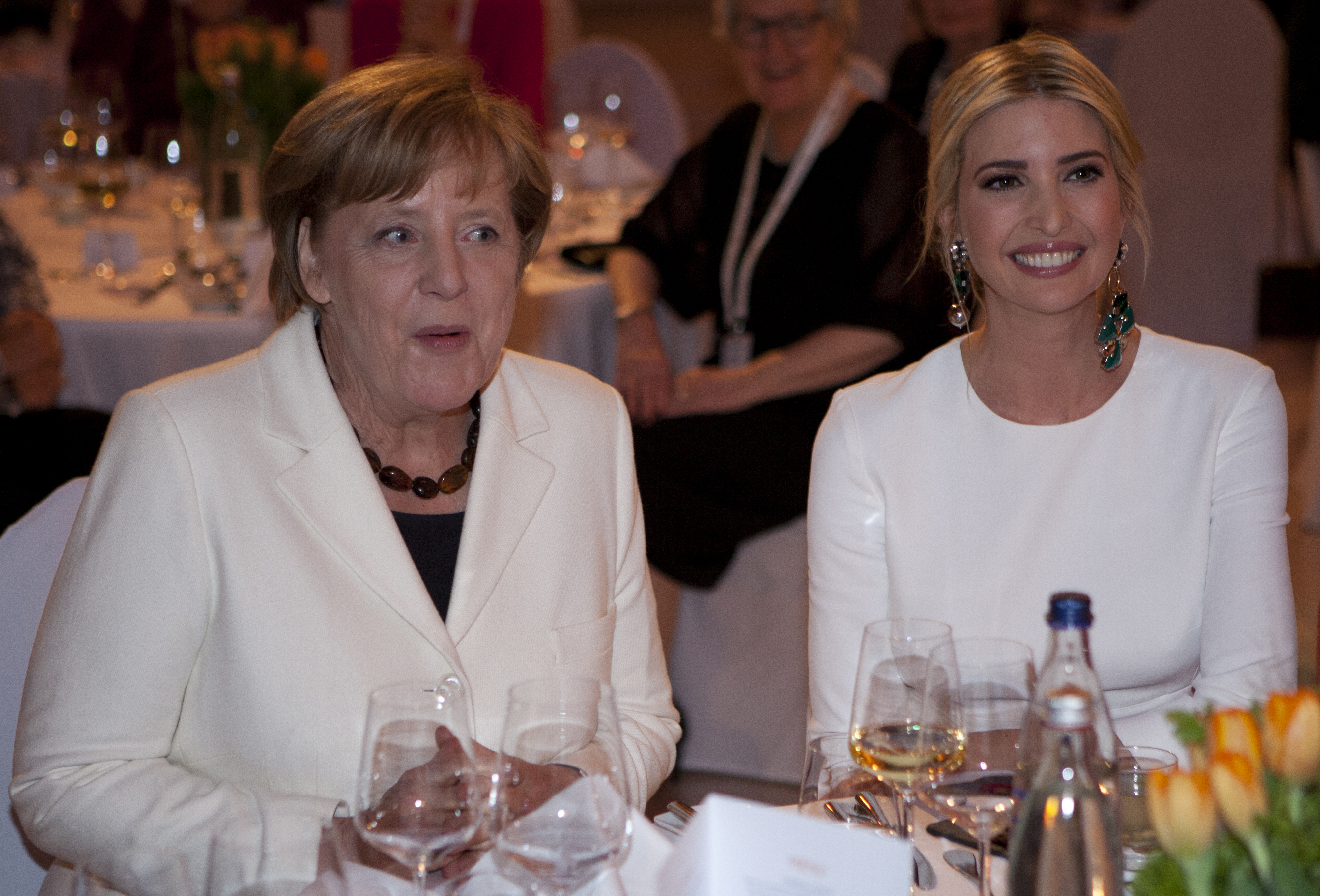
Ivanka Trump wraz z Angelą Merkel w trakcie obiadu na Szczycie Kobiet W20 w 2017 roku

### Polityka
W lipcu 2016 roku podczas Krajowej Konwecji Republikańskiej Ivanka Trump wypowiedziała się o swoich poglądach politycznych: „Tak jak wielu moich rówieśników z pokolenia millenialsów, nie określam siebie w kategorii Republikanina czy Demokraty”. W 2007 roku Trump przekazała tysiąc dolarów na rzecz kampanii prezydenckiej Hillary Clinton. W 2012 roku poparła kandydaturę Mitta Romneya na prezydenta Stanów Zjednoczonych. W 2013 roku Ivanka wraz z mężem zorganizowała zbiórkę pieniędzy na rzecz kampanii Coryego Bookera do Senatu Stanów Zjednoczonych, podczas której zebrali ponad czterdzieści tysięcy dolarów.
Trump określa siebie jako adwokat w sprawach kobiet oraz Izraela.

### Filantropia
Powiązana jest z licznymi żydowskimi akcjami charytatywnymi, w tym z Chai Lifeline, która zajmuje się dziećmi chorymi na raka. Wspiera również United Hatzalah, na rzecz której jej ojciec, Donald Trump przekazał datki opiewające na sześciocyfrowe sumy.
Po opublikowaniu swojej książki, Women Who Work: Rewriting the Rules for Success, połowę zarobionego honorarium Ivanka przekazała dla National Urban League oraz Boys & Girls Clubs of America. Zadeklarowała również, iż wszelkie tantiemy jakie otrzyma z tytułu jej sprzedaży również przekaże na cele charytatywne.

### Rola w wyborach prezydenckich 2016
W 2015 roku publicznie poparła kandydaturę swojego ojca na prezydenta Stanów Zjednoczonych. Ivanka zaangażowana była w ojcowską kampanię gdzie udzielała wsparcia poprzez publiczne wystąpienia oraz stawanie w jego obronie. Jednakże przyznała się do mieszanych uczuć względem prezydenckich ambicji ojca, wypowiadając się w październiku 2015 roku w sposób następujący: „Jako obywatelka, uwielbiam to co robi. Jako córka, to oczywiście bardziej skomplikowane”. W sierpniu 2015 roku Donald Trump ogłosił, iż jego córka będzie głównym doradcą w kwestiach „kobiet oraz ich zdrowia”, a także wyznał, że to ona przyczyniła się do zmiany jego postawy wobec kobiet.

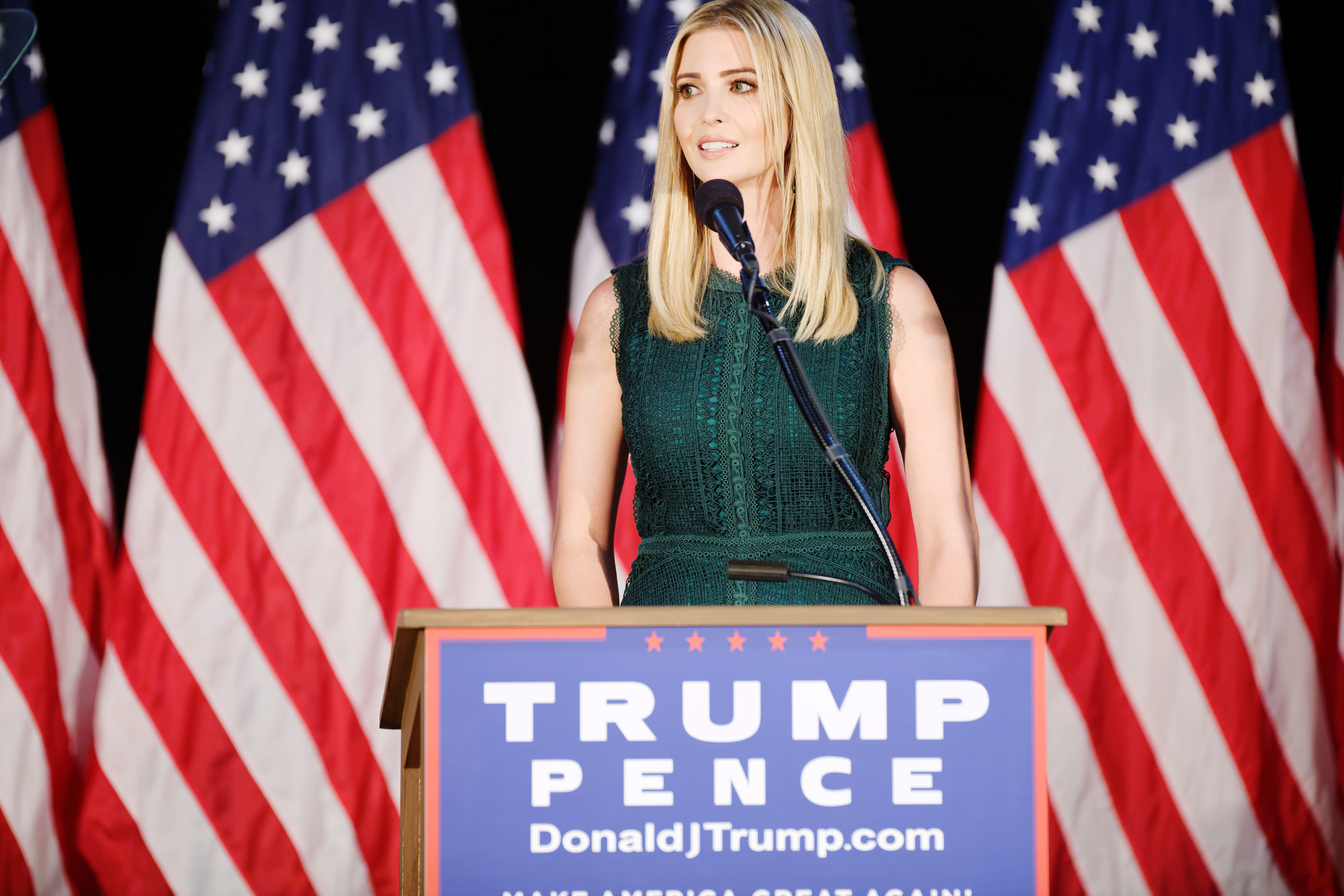
Ivanka podczas jednego z przemówień w trakcie kampanii prezydenckiej Donalda Trumpa

W styczniu 2016 roku Trump wystąpiła w reklamie radiowej we wczesnej fazie kampanii w stanie Iowa oraz New Hampshire, w której opowiada się za swoim ojcem. Pojawiła się u jego boku w trakcie wyników w prawyborach w 2016 roku, krótko wypowiadając się po tym, jak została zaproszona na scenę przed Donalda Trumpa w Karolinie Południowej, gdzie podziękowała stanowi za poparcie. Osobiście nie mogła oddać głosu na swojego ojca w trakcie prawyborów w Nowym Jorku w kwietniu 2016 roku, gdyż w październiku 2015 roku minął termin rejestracji z poglądów niezależnych na Republikanina, na który nie zdążyła.
Ivanka przedstawiła swojego ojca na chwilę przed jego przemową podczas Krajowej Konwecji Republikańskiej w lipcu 2016 roku. W momencie jej wejścia na scenę w tle został odtworzony utwór Georga Harrisona, „Here Comes the Sun”. Znając swojego ojca bardzo dobrze, oświadczyła: „Jednym z największych talentów mojego ojca jest dostrzeganie potencjału w ludziach”, dodała również, iż Donald Trump „uczyni Amerykę znów wielką”. Jej wypowiedź została dobrze przyjęta i ukazała jej ojca, według The Washington Post, w „cieplejszym niż zwykle świetle”, mimo iż ich artykuł również odnosił się do innej publikacji gazety, w której skrytykowali przemowę. Wcześniejszy artykuł The Washington Post podważył stanowisko Ivanki jakoby bliżej jej było do poglądów Hillary Clinton niż Donalda Trumpa. Po przemowie organizacja pilnująca spuścizny George’a Harrisona wydała oświadczenie, w którym skrytykowała użycie jego piosenki jako niezgodne z jego wolą. Następnego ranka, oficjalny profil Ivanki na Twitterze opublikował post, który zachęcał do zakupienia sukienki którą miała na sobie podczas występu, udostępniono również link do sklepu Macy's, gdzie można było ją nabyć.
Po wyborach prezydenckich, Trump na rodzinne wystąpienie w programie 60 minutes założyła bransoletkę. Następnie jej firma, poprzez spam e-mailowy rozpromowała pojawienie się biżuterii. Po krytyce „monetyzacji” firma szybko przeprosiła, nazywając rozgłos „pracą pracownika mającego dobre intencje, który wykonywał standardowy protokół”. Rzeczniczka wypowiedziała się, iż firma, świeżo po wyborach, „nad wyraz dyskutowała o nowej polityce i procedurach wraz ze wszystkimi przyszłymi partnerami”.

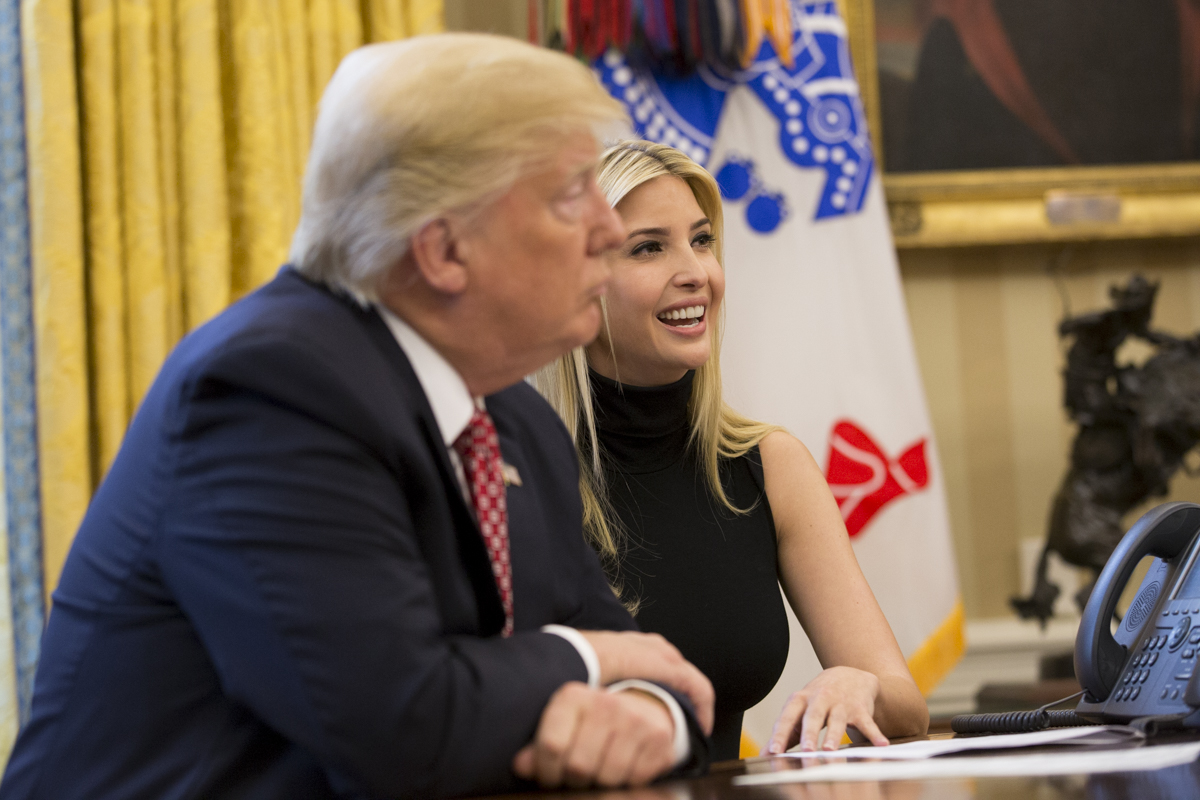
Ivanka wraz z ojcem, Donaldem Trumpem

Artyści, których prace zostały zebrane przez Ivankę Trump skrytykowały ją osobiście wraz z wygranymi wyborami jej ojca. W styczniu 2017 roku malarz oraz fotograf Richard Prince zwrócił kwotę trzydziestu sześciu tysięcy dolarów, które otrzymał za pracę wykonaną dla Ivanki po czym wyparł się jego stworzenia. Inni artyści również dołączyli do protestów w postaci ruchu stworzonego przez Halt Action Group o nazwie @dear_ivanka, która w zamiarze miała wpłynąć na zmianę polityki Trumpa poprzez odwołanie się bezpośrednio do jego córki. Wśród popierających ruch znalazł się współczesny artysta Alex Da Corte, który nakazał Ivance „trzymać się z daleka od jego obrazów” po tym jak pojawiła się przed jednym z nich na zdjęciu opublikowanym na portalu społecznościowym.
W styczniu 2017 roku uczestniczyła w inauguracji zaprzysiężenia Donalda Trumpa jako 45 Prezydenta Stanów Zjednoczonych w budynku Kapitolu Stanów Zjednoczonych w Waszyngtonie D.C. Po części negocjowała stawki za pokoje hotelowe, powierzchnie do wynajęcia oraz posiłki w dawnym Old Post Office Pavilon (obecnie przemianowany na Trump International Hotel Washington, D.C.), na który część funduszy przeznaczył komitet wyborczy jej ojca, jak donosili NYC oraz ProPublica w grudniu 2018 roku.

### Doradczyni Prezydenta Stanów Zjednoczonych
W 2017 doniesiono o tym, iż Ivanka ustępuje ze swojego stanowiska w The Trump Organization na rzecz częściowego przejęcia obowiązków Pierwszej Damy w administracji Donalda Trumpa. Oświadczono, że Trump będzie wykonywała tylko niektóre z obowiązków, w czasie gdy Melania Trump zobowiązana jest pozostać w Nowym Jorku ze względu na dokończenie roku szkolnego przez jej syna, Barrona. Ivanka stanowczo zaprzeczyła zarzutom, jakoby miała stać się oficjalną Pierwszą Damą. Organizacja usunęła również wszelkie fotografie Ivanki oraz Donalda Trumpa z ich stron internetowych, zgodnie z oficjalną radą o federalnych zasadach etyki.
Po dwóch miesiącach doradzania swojemu ojcu w nieoficjalnym charakterze na początku jego administracji, została wyznaczona jako Doradczyni Prezydenta, na stanowisku rządowym 29 marca 2017 roku. Nie pobiera za to pensji. Przed zatrudnieniem na nowym stanowisku korzystała z prywatnego konta e-mail do załatwiania spraw urzędowych.
W trakcie kontrowersyjnych pierwszych miesięcy nowego prezydenta, niektórzy komentatorzy porównywali jej rolę w administracji do tej sprawowanej przez Julie Nixon Eisenhower, córkę prezydenta Richarda Nixona. Julie była jedną z najgłośniej broniących administracji swojego ojca, tak jak Ivanka broni rządu Donalda oraz jego własnego imienia przed niezliczoną ilością zarzutów. Felietonistka Washington Post Alyssa Rosenberg napisała potem „Obie córki odegrały kluczową rolę wobec swoich ojców”.

## Życie prywatne

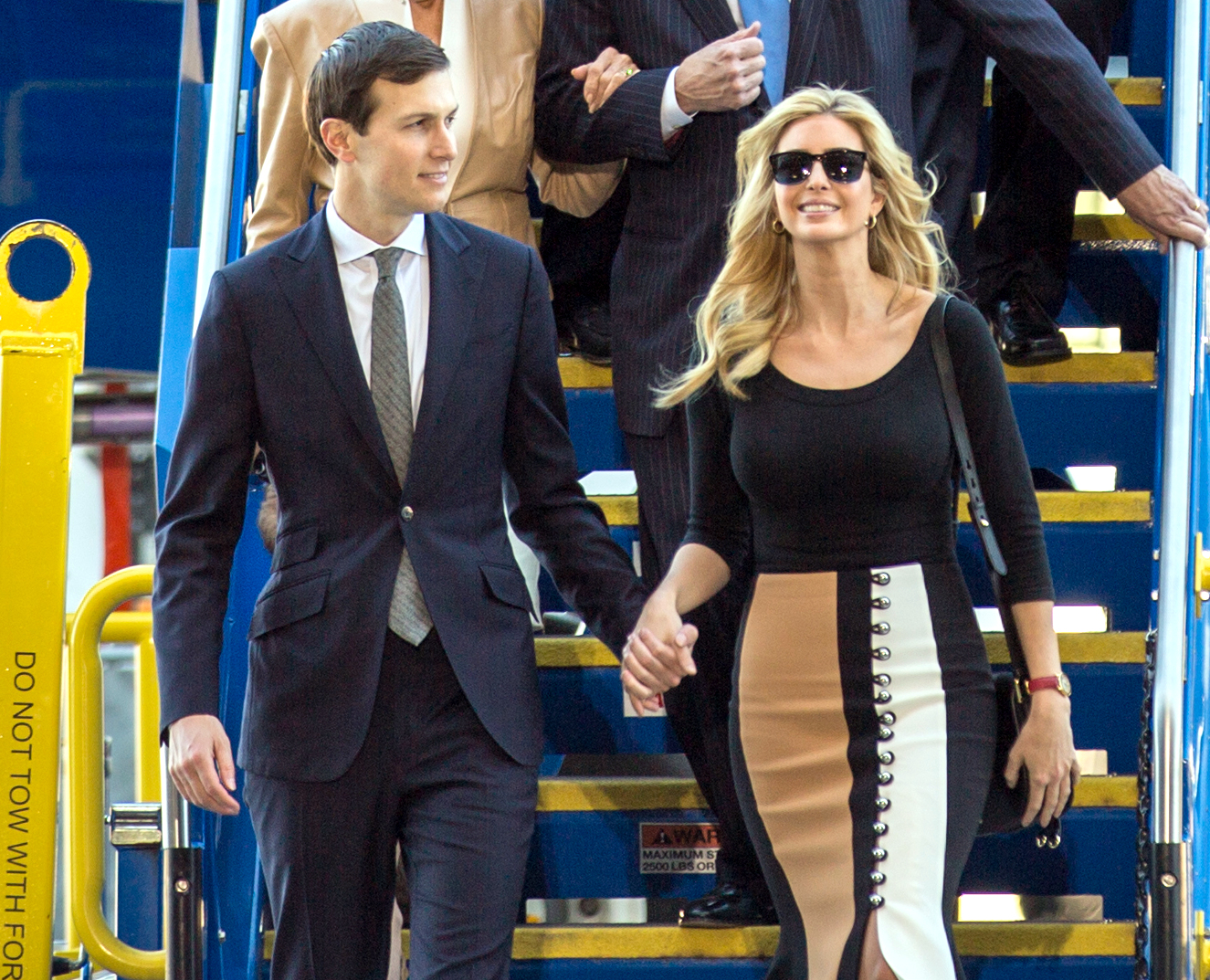
Ivanka Trump wraz z mężem Jaredem Kushnerem w 2017 roku

W trakcie studiów była w trwającym niemal cztery lata związku z Gregiem Herschem, bankierem inwestycyjnym w Salomon Brothers, Bear Stearns oraz UBS. W latach 2001–2005 spotykała się z Jamesem „Bingo” Gubelmannem.
W 2005 zaczęła spotykać się z deweloperem nieruchomości Jaredem Kushnerem, którego poznała przez wspólnych znajomych. Para rozstała się w 2008 ze względu na sprzeciw ze strony rodziców Kushnera, jednakże ponownie zeszli się i pobrali w trakcie żydowskiej ceremonii 25 października 2009. Mają trójkę dzieci: córkę Arabellę Rose (ur. 2011) oraz dwóch synów, Josepha Fredericka (ur. 2013) i Theodora Jamesa (ur. 2016).
Popiera działania swojego ojca Donalda Trumpa, chwaląc jego zdolności przywódcze i wspieranie innych. Jej koleżanką z dzieciństwa jest Paris Hilton. Przyjaźni się również z Chelsea Clinton (córką Hillary Clinton – kontrkandydatki Donalda Trumpa w wyborach prezydenckich w Stanach Zjednoczonych w 2016 roku), która mówi o niej: W Ivance nie ma powierzchowności. Myślę, że jest to dla niej prawdziwy hołd, gdyż praktycznie każdy tak niesamowity jak ona mógłby pewnie zajść całkiem daleko będąc powierzchownym. Jej znajomą jest również Georgina Bloomberg, córka Michaela Bloomberga, byłego burmistrza Nowego Jorku, który również rozważał ubieganie się o prezydenturę jako przeciwnik jej ojca.
W styczniu 2017 oświadczono, iż wraz z mężem Jaredem wypełnili dokumenty w sprawie kupna domu w dzielnicy Kalorama w Waszyngtonie. Na podstawie federalnych wniosków oszacowano, iż majątek Ivanki oraz Jareda w 2017 roku zwiększył się do ok. 740 mln dol.

### Wyznanie

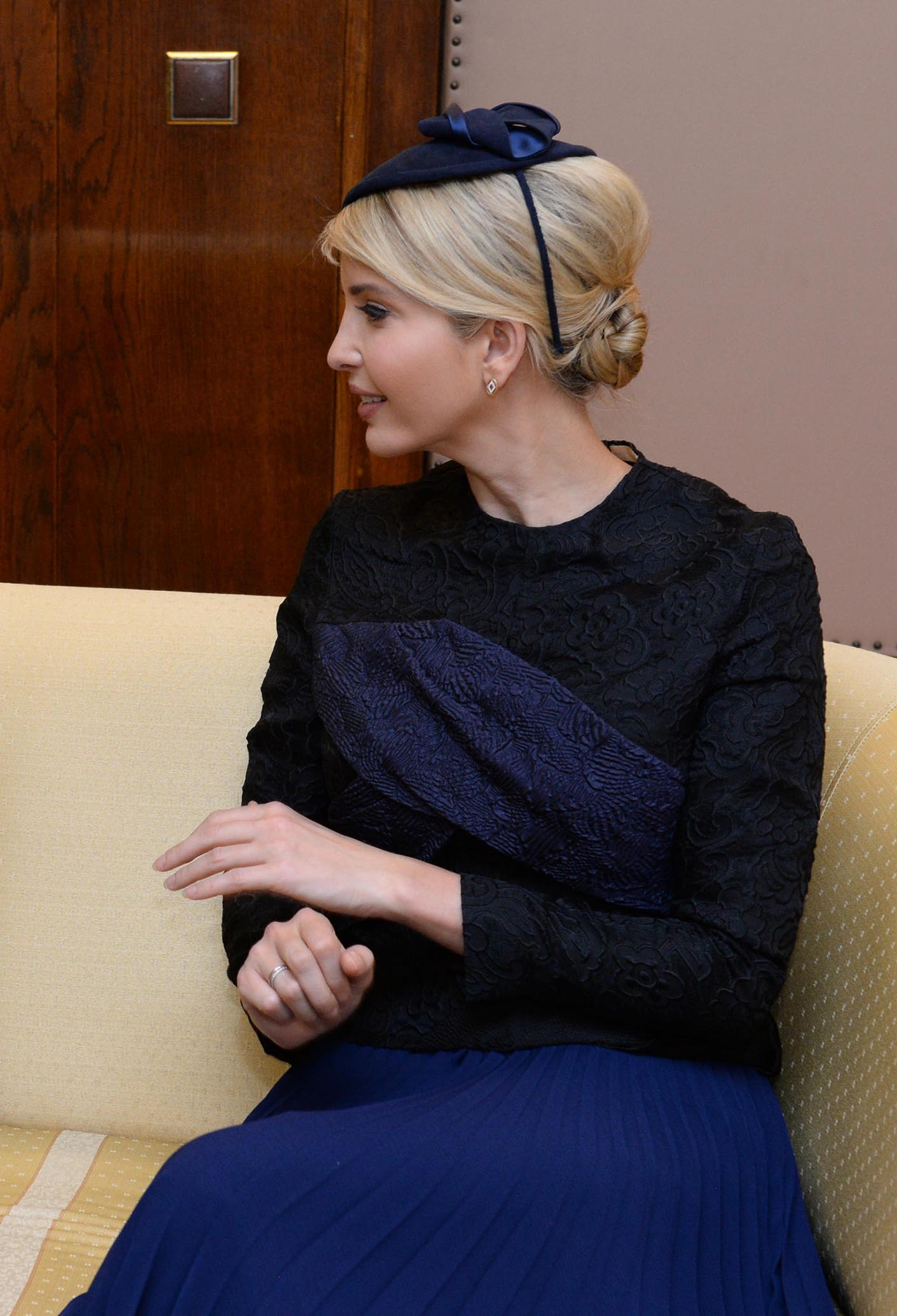
Ivanka Trump podczas wizyty w Jerozolimie w maju 2017 roku

Wychowywana była w wierze prezbiteriańskiej. Przeszła konwersję na judaizm ortodoksyjny w lipcu 2009, po ukończeniu nauki z rabinem Haskelem Looksteinem oraz Elie Weinstock ze szkoły nowoczesnej ortodoksji Ramaz School. Trump przyjęła hebrajskie imię Yael. Swoją konwersję opisała jako „niesamowitą oraz piękną podróż”, podczas której „od dnia pierwszego” wspierał ją jej ojciec, dodając iż ma on „ogromny szacunek” do żydowskiej religii. Potwierdziła, iż przeszła na dietę koszerną oraz przestrzega Szabatu, mówiąc w 2015: Przestrzegamy tego całkiem nieźle... była to jedna z najlepszych decyzji w moim życiu... naprawdę odnajduję się w judaizmie, tworzy niesamowity schemat więzi rodzinnych. Od piątku do soboty nie robimy nic innego oprócz spędzania wspólnie czasu. Nie wykonujemy telefonów. W trakcie mieszkania w Nowym Jorku posyłała swoją córkę do przedszkola w żydowskiej szkole, co wspominała następująco: Było to dla mnie jak błogosławieństwo, kiedy przychodziła każdej nocy i opowiadała mi o wszystkich hebrajskich słowach których się nauczyła czy śpiewała mi piosenki w trakcie świąt.
Wraz z mężem odbyli pielgrzymkę na grób Menachema Mendela Schneersona, ostatniego przywódcy ortodoksyjnego odłamu Chabad-Lubawicz, popularnego miejsca modlitw na krótko przed wygraną jej ojca w wyborach. 22 maja 2017 Trump oraz Kushner udali się w pierwszą oficjalną podróż Donalda Trumpa do Izraela, gdzie jej ojciec był pierwszym urzędującym prezydentem Stanów Zjednoczonych, który odwiedził Ścianę Płaczu. Ivanka udała się również do Instytutu Pamięci Męczenników i Bohaterów Holocaustu Jad Waszem, w zachodniej części Jerozolimy oraz do Bazyliki Grobu Pańskiego w dzielnicy chrześcijańskiej starego miasta.